# Ан-сюр-Лес (пещера)
Ан-сюр-Лес (фр. Grottes de Han-sur-Lesse или фр. Grottes de Han) — пещера природного происхождения, один из главных туристических объектов Бельгии, привлекающий около полумиллиона человек в год. Расположена недалеко от одноимённой деревни в провинции Намюр.
Пещера образовалась в результате карстового растворения породы известнякового холма под действием реки Лес, протекающей под холмом на расстоянии около километра. Внутри пещеры держится постоянная температура 13 °C и высокий уровень влажности. Попасть в пещеру можно только в составе группы с экскурсоводом. Экскурсии проводятся каждые полчаса на французском и голландском языках. Экскурсия длится в среднем час-полтора и включает в себя световое шоу в крупнейшем подземном зале и имитацию залпа из пушки, демонстрирующий акустику Ан-сюр-Лес.

## Галерея

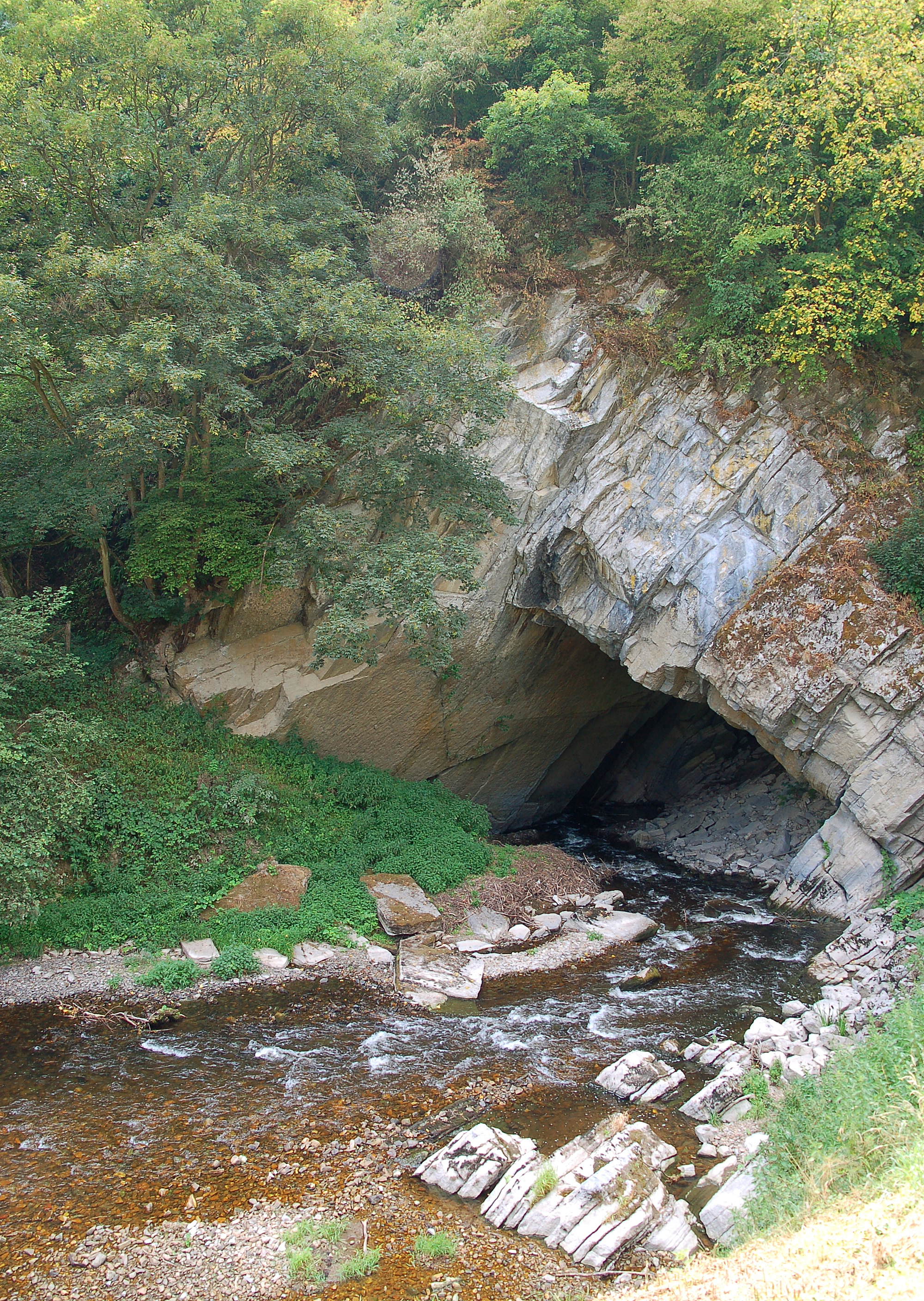
Река Лес уходит под холм
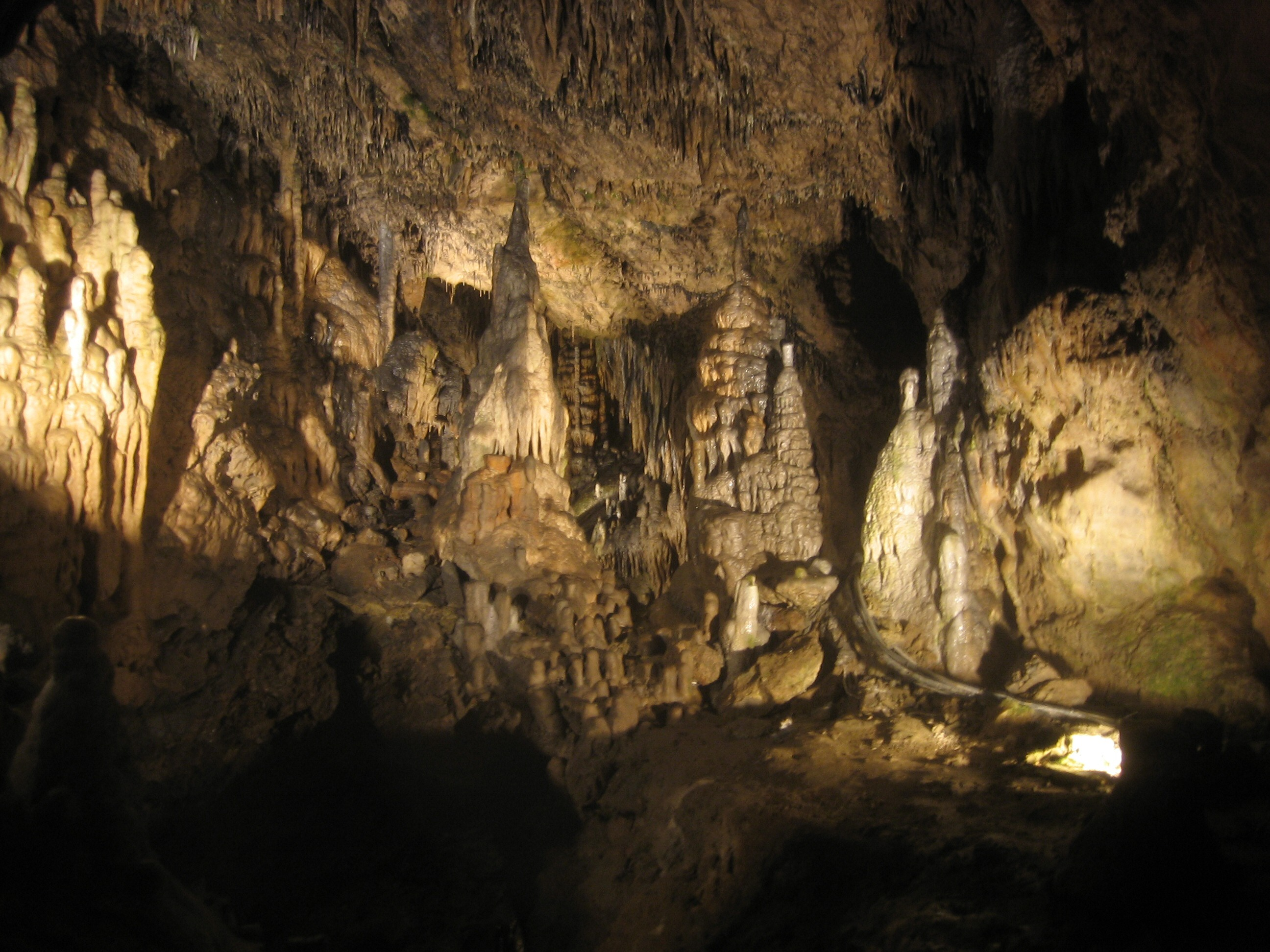
Один из залов Ан-сюр-Лес
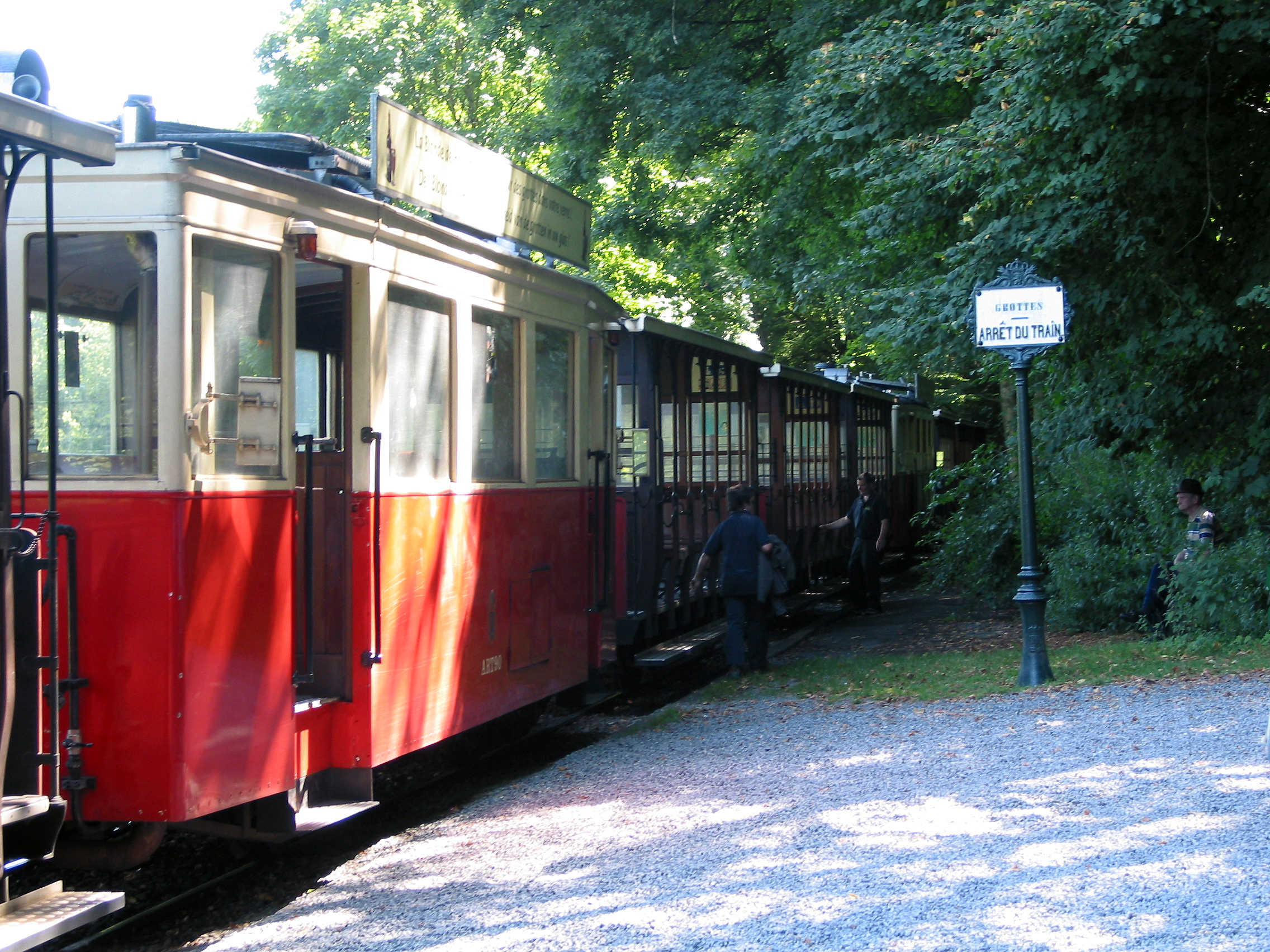
Курсирующий между деревней и пещерой трамвай
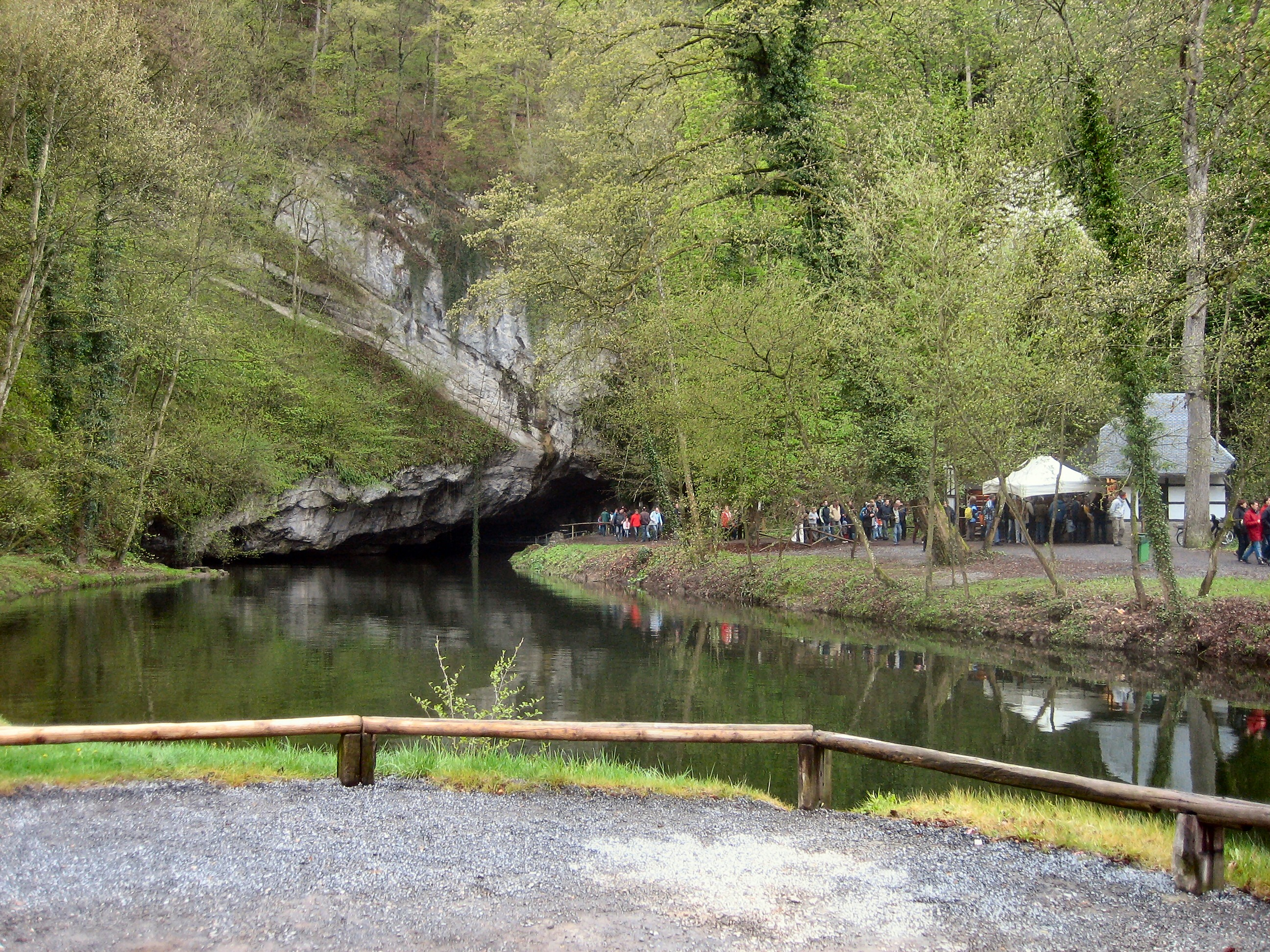
На выходе из пещеры